# Fed Cup 2012 – blok B 2. skupiny zóny Asie a Oceánie
Blok B 2. skupiny zóny Asie a Oceánie Fed Cupu 2012 představoval jednu ze dvou podskupin 2. skupiny. Hrálo se od 30. ledna do 3. února v areálu Shenzhen Luohu Tennis Centre čínského města Šen-čen, a to na otevřených dvorcích s tvrdým povrchem. 
Pět týmů se utkalo ve vzájemných zápasech. Vítěz následně sehrál zápas s nejvýše umístěným z bloku A o postup do 1. skupiny zóny Asie a Oceánie pro rok 2013. Družstva z druhé, třetí, čtvrté a páté příčky se v baráži utkala se stejně umístěnými týmy o konečné 3. až 10. místo 2. skupiny zóny.

## Blok B
|     |              | Filipíny | Indie | Turkmenistán | Omán | Írán | Zápasy V/P | Sety V/P | Hry V/P | Pořadí |
| 59. | Filipíny     |          | 1–2   | 2–1          | 2–1  | 3–0  | 3–1        | 18–9     | 131–69  | 2.     |
| 61. | Indie        | 2–1      |       | 3–0          | 3–0  | 3–0  | 4–0        | 21–3     | 114–45  | 1.     |
| 74. | Turkmenistán | 1–2      | 0–3   |              | 2–1  | 3–0  | 2–2        | 12–14    | 91–103  | 3.     |
| 82. | Omán         | 1–2      | 0–3   | 0–3          |      | 2–1  | 1–3        | 10–15    | 85–111  | 4.     |
| 91. | Írán         | 0–3      | 0–3   | 0–3          | 1–2  |      | 0–4        | 2–22     | 24–137. | 5.     |

- V/P – výhry/prohry

## Zápasy

### Indie vs. Írán
| | Indie | 3 :                                                                     | 0   | Írán |    |  |
| --- | ----- | ----------------------------------------------------------------------- | --- | ---- | -- |  |
| Shenzhen Luohu Tennis Centre, Šen-čen, Čínská lidová republika 30. ledna 2012 tvrdý (venku) |       |                                                                         |     |      |    |  |
| \| \| \| \| 1. \| 2. \| 3. \| \| \| -- \| \| ----------------------------------------------------------------------- \| --- \| --- \| -- \| \| \| 1. \| \| Rutuja Bhosaleová Madona Najarian \| 6 0 \| 6 0 \| \| \| \| 2. \| \| Prerna Bhambriová Ghazaleh Torkaman \| 6 0 \| 6 1 \| \| \| \| 3. \| \| Rutuja Bhosaleová / Isha Lakhaniová Madona Najarian / Ghazaleh Torkaman \| 6 1 \| 6 0 \| \| \| \| \| \| \| \| \| \| \| \| \| \| \| \| \| \| \| \| \| \| \| \| \| \| \| \| \| \| \| \| \| \| \| \| \| \| \| \| \| \| \| |       |                                                                         |     |      |    |  |
| |       |                                                                         | 1.  | 2.   | 3. |  |
| 1. |       | Rutuja Bhosaleová Madona Najarian                                       | 6 0 | 6 0  |    |  |
| 2. |       | Prerna Bhambriová Ghazaleh Torkaman                                     | 6 0 | 6 1  |    |  |
| 3. |       | Rutuja Bhosaleová / Isha Lakhaniová Madona Najarian / Ghazaleh Torkaman | 6 1 | 6 0  |    |  |
| |       |                                                                         |     |      |    |  |
| |       |                                                                         |     |      |    |  |
| |       |                                                                         |     |      |    |  |
| |       |                                                                         |     |      |    |  |
| |       |                                                                         |     |      |    |  |

### Turkmenistán vs. Omán
| | Turkmenistán | 2 :                                                                           | 1   | Omán |     |  |
| --- | ------------ | ----------------------------------------------------------------------------- | --- | ---- | --- |  |
| Shenzhen Luohu Tennis Centre, Šen-čen, Čínská lidová republika 30. ledna 2012 tvrdý (venku) |              |                                                                               |     |      |     |  |
| \| \| \| \| 1. \| 2. \| 3. \| \| \| -- \| \| ----------------------------------------------------------------------------- \| --- \| --- \| --- \| \| \| 1. \| \| Jenneta Hallijevová Sarah Al Balushi \| 6 2 \| 6 1 \| \| \| \| 2. \| \| Anastasija Prenková Fatma Al Nabhani \| 2 6 \| 2 6 \| \| \| \| 3. \| \| Jenneta Hallijevová / Anastasija Prenková Sarah Al Balushi / Fatma Al Nabhani \| 5 7 \| 6 1 \| 6 1 \| \| \| \| \| \| \| \| \| \| \| \| \| \| \| \| \| \| \| \| \| \| \| \| \| \| \| \| \| \| \| \| \| \| \| \| \| \| \| \| \| \| |              |                                                                               |     |      |     |  |
| |              |                                                                               | 1.  | 2.   | 3.  |  |
| 1. |              | Jenneta Hallijevová Sarah Al Balushi                                          | 6 2 | 6 1  |     |  |
| 2. |              | Anastasija Prenková Fatma Al Nabhani                                          | 2 6 | 2 6  |     |  |
| 3. |              | Jenneta Hallijevová / Anastasija Prenková Sarah Al Balushi / Fatma Al Nabhani | 5 7 | 6 1  | 6 1 |  |
| |              |                                                                               |     |      |     |  |
| |              |                                                                               |     |      |     |  |
| |              |                                                                               |     |      |     |  |
| |              |                                                                               |     |      |     |  |
| |              |                                                                               |     |      |     |  |

### Filipíny vs. Írán
| | Filipíny | 3 :                                                                               | 0   | Írán |    |  |
| --- | -------- | --------------------------------------------------------------------------------- | --- | ---- | -- |  |
| Shenzhen Luohu Tennis Centre, Šen-čen, Čínská lidová republika 31. ledna 2012 tvrdý (venku) |          |                                                                                   |     |      |    |  |
| \| \| \| \| 1. \| 2. \| 3. \| \| \| -- \| \| --------------------------------------------------------------------------------- \| --- \| --- \| -- \| \| \| 1. \| \| Maika Jae Tanpocová Sahar Najaei \| 6 0 \| 6 0 \| \| \| \| 2. \| \| Marian Jade Capadociaová Seyedeh Saadat \| 6 0 \| 6 0 \| \| \| \| 3. \| \| Tamitha Nguyenová / Anna Clarice Patrimoniová Madona Najarian / Ghazaleh Torkaman \| 6 0 \| 6 1 \| \| \| \| \| \| \| \| \| \| \| \| \| \| \| \| \| \| \| \| \| \| \| \| \| \| \| \| \| \| \| \| \| \| \| \| \| \| \| \| \| \| \| |          |                                                                                   |     |      |    |  |
| |          |                                                                                   | 1.  | 2.   | 3. |  |
| 1. |          | Maika Jae Tanpocová Sahar Najaei                                                  | 6 0 | 6 0  |    |  |
| 2. |          | Marian Jade Capadociaová Seyedeh Saadat                                           | 6 0 | 6 0  |    |  |
| 3. |          | Tamitha Nguyenová / Anna Clarice Patrimoniová Madona Najarian / Ghazaleh Torkaman | 6 0 | 6 1  |    |  |
| |          |                                                                                   |     |      |    |  |
| |          |                                                                                   |     |      |    |  |
| |          |                                                                                   |     |      |    |  |
| |          |                                                                                   |     |      |    |  |
| |          |                                                                                   |     |      |    |  |

### Indie vs. Omán
| | Indie | 3 :                                                                     | 0   | Omán |     |          |
| --- | ----- | ----------------------------------------------------------------------- | --- | ---- | --- | -------- |
| Shenzhen Luohu Tennis Centre, Šen-čen, Čínská lidová republika 31. ledna 2012 tvrdý (venku) |       |                                                                         |     |      |     |          |
| \| \| \| \| 1. \| 2. \| 3. \| \| \| -- \| \| ----------------------------------------------------------------------- \| --- \| --- \| --- \| -------- \| \| 1. \| \| Rutuja Bhosaleová Maliha Al Awaidy \| 6 1 \| 6 0 \| \| \| \| 2. \| \| Rutuja Bhosaleová Fatma Al Nabhani \| 1 6 \| 7 5 \| 6 4 \| \| \| 3. \| \| Prerna Bhambriová / Isha Lakhaniová Sarah Al Balushi / Maliha Al Awaidy \| \| \| \| bez boje \| \| \| \| \| \| \| \| \| \| \| \| \| \| \| \| \| \| \| \| \| \| \| \| \| \| \| \| \| \| \| \| \| \| \| \| \| \| \| \| \| |       |                                                                         |     |      |     |          |
| |       |                                                                         | 1.  | 2.   | 3.  |          |
| 1. |       | Rutuja Bhosaleová Maliha Al Awaidy                                      | 6 1 | 6 0  |     |          |
| 2. |       | Rutuja Bhosaleová Fatma Al Nabhani                                      | 1 6 | 7 5  | 6 4 |          |
| 3. |       | Prerna Bhambriová / Isha Lakhaniová Sarah Al Balushi / Maliha Al Awaidy |     |      |     | bez boje |
| |       |                                                                         |     |      |     |          |
| |       |                                                                         |     |      |     |          |
| |       |                                                                         |     |      |     |          |
| |       |                                                                         |     |      |     |          |
| |       |                                                                         |     |      |     |          |

### Filipíny vs. Omán
| | Filipíny | 3 :                                                                                      | 0   | Omán |     |  |
| --- | -------- | ---------------------------------------------------------------------------------------- | --- | ---- | --- |  |
| Shenzhen Luohu Tennis Centre, Šen-čen, Čínská lidová republika 1. února 2012 tvrdý (venku) |          |                                                                                          |     |      |     |  |
| \| \| \| \| 1. \| 2. \| 3. \| \| \| -- \| \| ---------------------------------------------------------------------------------------- \| --- \| --- \| --- \| \| \| 1. \| \| Tamitha Nguyenová Maliha Al Awaidy \| 6 0 \| 6 0 \| \| \| \| 2. \| \| Anna Clarice Patrimoniová Fatma Al Nabhani \| 6 1 \| 4 6 \| 3 6 \| \| \| 3. \| \| Marian Jade Capadociaová / Anna Clarice Patrimoniová Fatma Al Nabhani / Maliha Al Awaidy \| 6 0 \| 6 3 \| \| \| \| \| \| \| \| \| \| \| \| \| \| \| \| \| \| \| \| \| \| \| \| \| \| \| \| \| \| \| \| \| \| \| \| \| \| \| \| \| \| \| |          |                                                                                          |     |      |     |  |
| |          |                                                                                          | 1.  | 2.   | 3.  |  |
| 1. |          | Tamitha Nguyenová Maliha Al Awaidy                                                       | 6 0 | 6 0  |     |  |
| 2. |          | Anna Clarice Patrimoniová Fatma Al Nabhani                                               | 6 1 | 4 6  | 3 6 |  |
| 3. |          | Marian Jade Capadociaová / Anna Clarice Patrimoniová Fatma Al Nabhani / Maliha Al Awaidy | 6 0 | 6 3  |     |  |
| |          |                                                                                          |     |      |     |  |
| |          |                                                                                          |     |      |     |  |
| |          |                                                                                          |     |      |     |  |
| |          |                                                                                          |     |      |     |  |
| |          |                                                                                          |     |      |     |  |

### Indie vs. Turkmenistán
| | Indie | 3 :                                                                              | 0   | Turkmenistán |    |  |
| --- | ----- | -------------------------------------------------------------------------------- | --- | ------------ | -- |  |
| Shenzhen Luohu Tennis Centre, Šen-čen, Čínská lidová republika 1. února 2012 tvrdý (venku) |       |                                                                                  |     |              |    |  |
| \| \| \| \| 1. \| 2. \| 3. \| \| \| -- \| \| -------------------------------------------------------------------------------- \| --- \| --- \| -- \| \| \| 1. \| \| Rutuja Bhosaleová Ummarahmat Hummetovová \| 6 2 \| 6 0 \| \| \| \| 2. \| \| Prerna Bhambriová Anastasija Prenková \| 6 1 \| 6 3 \| \| \| \| 3. \| \| Prerna Bhambriová / Isha Lakhani Jenneta Hallijevová / Guljan Muhammetkulijevová \| 6 0 \| 6 0 \| \| \| \| \| \| \| \| \| \| \| \| \| \| \| \| \| \| \| \| \| \| \| \| \| \| \| \| \| \| \| \| \| \| \| \| \| \| \| \| \| \| \| |       |                                                                                  |     |              |    |  |
| |       |                                                                                  | 1.  | 2.           | 3. |  |
| 1. |       | Rutuja Bhosaleová Ummarahmat Hummetovová                                         | 6 2 | 6 0          |    |  |
| 2. |       | Prerna Bhambriová Anastasija Prenková                                            | 6 1 | 6 3          |    |  |
| 3. |       | Prerna Bhambriová / Isha Lakhani Jenneta Hallijevová / Guljan Muhammetkulijevová | 6 0 | 6 0          |    |  |
| |       |                                                                                  |     |              |    |  |
| |       |                                                                                  |     |              |    |  |
| |       |                                                                                  |     |              |    |  |
| |       |                                                                                  |     |              |    |  |
| |       |                                                                                  |     |              |    |  |

### Filipíny vs. Turkmenistán
| | Filipíny | 3 :                                                                                     | 0   | Turkmenistán |     |  |
| --- | -------- | --------------------------------------------------------------------------------------- | --- | ------------ | --- |  |
| Shenzhen Luohu Tennis Centre, Šen-čen, Čínská lidová republika 2. února 2012 tvrdý (venku) |          |                                                                                         |     |              |     |  |
| \| \| \| \| 1. \| 2. \| 3. \| \| \| -- \| \| --------------------------------------------------------------------------------------- \| --- \| --- \| --- \| \| \| 1. \| \| Tamitha Nguyenová Ummarahmat Hummetovová \| 6 0 \| 6 0 \| \| \| \| 2. \| \| Anna Clarice Patrimoniová Anastasija Prenková \| 5 7 \| 6 1 \| 2 6 \| \| \| 3. \| \| Tamitha Nguyenová / Anna Clarice Patrimoniová Jenneta Hallijevová / Anastasija Prenková \| 6 1 \| 6 1 \| \| \| \| \| \| \| \| \| \| \| \| \| \| \| \| \| \| \| \| \| \| \| \| \| \| \| \| \| \| \| \| \| \| \| \| \| \| \| \| \| \| \| |          |                                                                                         |     |              |     |  |
| |          |                                                                                         | 1.  | 2.           | 3.  |  |
| 1. |          | Tamitha Nguyenová Ummarahmat Hummetovová                                                | 6 0 | 6 0          |     |  |
| 2. |          | Anna Clarice Patrimoniová Anastasija Prenková                                           | 5 7 | 6 1          | 2 6 |  |
| 3. |          | Tamitha Nguyenová / Anna Clarice Patrimoniová Jenneta Hallijevová / Anastasija Prenková | 6 1 | 6 1          |     |  |
| |          |                                                                                         |     |              |     |  |
| |          |                                                                                         |     |              |     |  |
| |          |                                                                                         |     |              |     |  |
| |          |                                                                                         |     |              |     |  |
| |          |                                                                                         |     |              |     |  |

### Omán vs. Írán
| | Omán | 2 :                                                                     | 1   | Írán |    |  |
| --- | ---- | ----------------------------------------------------------------------- | --- | ---- | -- |  |
| Shenzhen Luohu Tennis Centre, Šen-čen, Čínská lidová republika 2. února 2012 tvrdý (venku) |      |                                                                         |     |      |    |  |
| \| \| \| \| 1. \| 2. \| 3. \| \| \| -- \| \| ----------------------------------------------------------------------- \| --- \| --- \| -- \| \| \| 1. \| \| Maliha Al Awaidy Madona Najarian \| 5 7 \| 2 6 \| \| \| \| 2. \| \| Fatma Al Nabhani Ghazaleh Torkaman \| 6 1 \| 6 0 \| \| \| \| 3. \| \| Sarah Al Balushi / Fatma Al Nabhani Madona Najarian / Ghazaleh Torkaman \| 6 0 \| 6 1 \| \| \| \| \| \| \| \| \| \| \| \| \| \| \| \| \| \| \| \| \| \| \| \| \| \| \| \| \| \| \| \| \| \| \| \| \| \| \| \| \| \| \| |      |                                                                         |     |      |    |  |
| |      |                                                                         | 1.  | 2.   | 3. |  |
| 1. |      | Maliha Al Awaidy Madona Najarian                                        | 5 7 | 2 6  |    |  |
| 2. |      | Fatma Al Nabhani Ghazaleh Torkaman                                      | 6 1 | 6 0  |    |  |
| 3. |      | Sarah Al Balushi / Fatma Al Nabhani Madona Najarian / Ghazaleh Torkaman | 6 0 | 6 1  |    |  |
| |      |                                                                         |     |      |    |  |
| |      |                                                                         |     |      |    |  |
| |      |                                                                         |     |      |    |  |
| |      |                                                                         |     |      |    |  |
| |      |                                                                         |     |      |    |  |

### Filipíny vs. Indie
| | Filipíny | 1 :                                                                            | 2   | Indie |     |  |
| --- | -------- | ------------------------------------------------------------------------------ | --- | ----- | --- |  |
| Shenzhen Luohu Tennis Centre, Šen-čen, Čínská lidová republika 3. února 2012 tvrdý (venku) |          |                                                                                |     |       |     |  |
| \| \| \| \| 1. \| 2. \| 3. \| \| \| -- \| \| ------------------------------------------------------------------------------ \| --- \| --- \| --- \| \| \| 1. \| \| Tamitha Nguyenová Rutuja Bhosaleová \| 2 6 \| 3 6 \| \| \| \| 2. \| \| Anna Clarice Patrimoniová Prerna Bhambriová \| 3 6 \| 6 4 \| 6 2 \| \| \| 3. \| \| Tamitha Nguyenová / Anna Clarice Patrimoniová Isha Lakhaniová / Sania Mirzaová \| 0 6 \| 1 6 \| \| \| \| \| \| \| \| \| \| \| \| \| \| \| \| \| \| \| \| \| \| \| \| \| \| \| \| \| \| \| \| \| \| \| \| \| \| \| \| \| \| \| |          |                                                                                |     |       |     |  |
| |          |                                                                                | 1.  | 2.    | 3.  |  |
| 1. |          | Tamitha Nguyenová Rutuja Bhosaleová                                            | 2 6 | 3 6   |     |  |
| 2. |          | Anna Clarice Patrimoniová Prerna Bhambriová                                    | 3 6 | 6 4   | 6 2 |  |
| 3. |          | Tamitha Nguyenová / Anna Clarice Patrimoniová Isha Lakhaniová / Sania Mirzaová | 0 6 | 1 6   |     |  |
| |          |                                                                                |     |       |     |  |
| |          |                                                                                |     |       |     |  |
| |          |                                                                                |     |       |     |  |
| |          |                                                                                |     |       |     |  |
| |          |                                                                                |     |       |     |  |

### Turkmenistán vs. Írán
| | Turkmenistán | 3 :                                                                         | 0   | Írán |    |  |
| --- | ------------ | --------------------------------------------------------------------------- | --- | ---- | -- |  |
| Shenzhen Luohu Tennis Centre, Šen-čen, Čínská lidová republika 3. února 2012 tvrdý (venku) |              |                                                                             |     |      |    |  |
| \| \| \| \| 1. \| 2. \| 3. \| \| \| -- \| \| --------------------------------------------------------------------------- \| --- \| --- \| -- \| \| \| 1. \| \| Jenneta Hallijevová Seyedeh Saadat \| 6 2 \| 6 0 \| \| \| \| 2. \| \| Anastasija Prenková Ghazaleh Torkaman \| 6 2 \| 6 2 \| \| \| \| 3. \| \| Ummarahmat Hummetovová / Anastasija Prenková Sahar Najaei / Madona Najarian \| 6 0 \| 6 0 \| \| \| \| \| \| \| \| \| \| \| \| \| \| \| \| \| \| \| \| \| \| \| \| \| \| \| \| \| \| \| \| \| \| \| \| \| \| \| \| \| \| \| |              |                                                                             |     |      |    |  |
| |              |                                                                             | 1.  | 2.   | 3. |  |
| 1. |              | Jenneta Hallijevová Seyedeh Saadat                                          | 6 2 | 6 0  |    |  |
| 2. |              | Anastasija Prenková Ghazaleh Torkaman                                       | 6 2 | 6 2  |    |  |
| 3. |              | Ummarahmat Hummetovová / Anastasija Prenková Sahar Najaei / Madona Najarian | 6 0 | 6 0  |    |  |
| |              |                                                                             |     |      |    |  |
| |              |                                                                             |     |      |    |  |
| |              |                                                                             |     |      |    |  |
| |              |                                                                             |     |      |    |  |
| |              |                                                                             |     |      |    |  |